# Tokugawa Tsunanari
Tokugawa Tsunanari (徳川 綱誠, né le 4 septembre 1652, mort le 1er juillet 1699) est le troisième daimyo du domaine d'Owari de 1693 jusqu'en 1699.
Fils ainé de Tokugawa Mitsutomo, il prend en 1693 la succession de son père à la tête du domaine d'Owari ainsi qu'à la tête du clan Owari Tokugawa.

## Biographie
Tokugawa Tsunanari est le fils de Tokugawa Mitsutomo, deuxième daimyō du domaine d'Owari, par son épouse officielle, Reisen-in, la fille du shogun Tokugawa Iemitsu. Bien que deuxième fils de Mitsutomo, il reçoit la position de premier fils et héritier à la place de son frère ainé, né d'une concubine. Il entreprend sa cérémonie de genpuku lors du règne du shogun Tokugawa Ietsuna le 5 avril 1657 et reçoit le nom d'adulte de Tsunayoshi. Il change son nom pour celui de Tsunanari pour éviter toute confusion avec un oncle du même nom, daimyō du domaine de Tatebayashi.
Lorsque son père se retire le 27 avril 1693, Tsunanari devient le troisième daiymo Tokugawa du domaine d'Owari avec le troisième rang de cour et le titre de courtoisie de chūnagon. Cependant, même s'il est officiellement daimyō, tout le pouvoir est resté entre les mains de son père à la retraite et Tsunanari passe la plupart de son temps dans diverses activités scientifiques, dont le début de travaux sur une histoire complète de la province d'Owari en 1698. En plus de son épouse officielle (une fille du noble de cour Hirohata Tadayki), Tsunanari a 13 concubines dont il a un total de 40 enfants (22 garçons, 18 filles).
Tsunanari meurt le 1er juillet 1699 en mangeant une fraise empoisonnée et son 10e fils, Tokugawa Yoshimichi, lui succède. Tsunanari reçoit à titre posthume le deuxième rang de cour et le titre de courtoisie de dainagon. Sa tombe se trouve au Kenchū-ji, temple du clan Owari Tokugawa situé à Nagoya.

## Source de la traduction
- (de) Cet article est partiellement ou en totalité issu de l’article de Wikipédia en allemand intitulé « Tokugawa Tsunanari » (voir la liste des auteurs).